# Francisco Mendoza Cortina

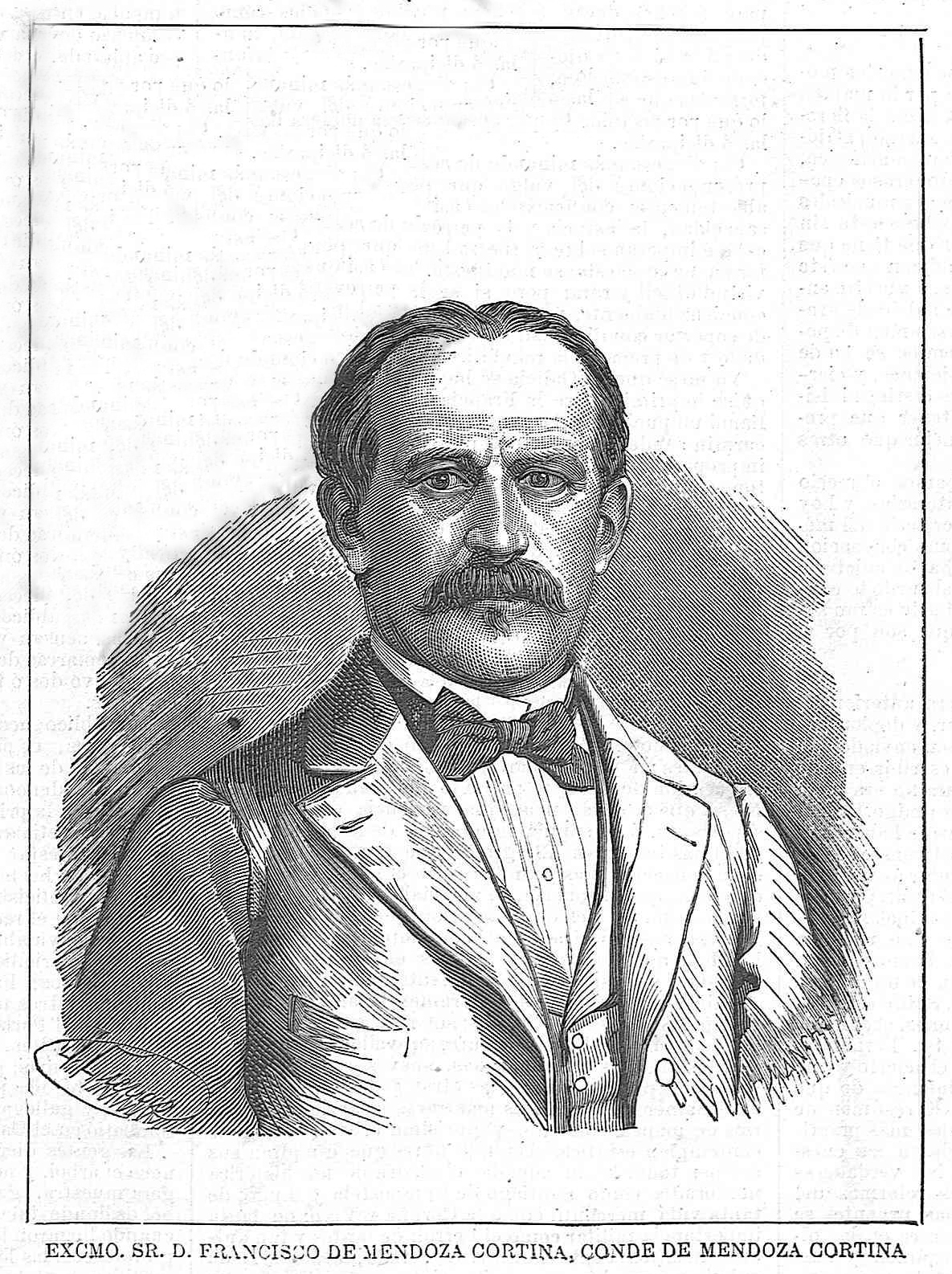
Retrato suyo en la Ilustración Gallega y Asturiana (1880)

Francisco Mendoza Cortina (1815-1880) fue un indiano español, emigrado a México. Al retornar a la península ibérica, fue elegido diputado y senador. Ostentó el título nobiliario de primer conde de Mendoza Cortina.

## Biografía
Nacido el 4 de octubre de 1815 en la localidad asturiana de Pendueles, estudió en las universidades de Oviedo y Valladolid. En 1835 emigró a México. Retornado en 1850 a España, fijó su residencia en Madrid. Fue elegido hasta tres veces diputado a Cortes además de senador vitalicio. Premiado con la concesión del título de conde de Mendoza Cortina en 1876, en su localidad natal construyó con su fortuna una casa-escuela, estableció una biblioteca, hizo al municipio anticipos para abrir una carretera y finalmente fundó un cementerio. Falleció en 1880.